# Fokker Dr.I
A Fokker Dr.I (Dreidecker) együléses, háromfedelű német vadászrepülőgép volt az első világháborúban.

## Története
A Fokker Dreidecker az első világháború híres repülőgépe. 1917-ben jelentek meg a fronton a Nieuport Scout és a Sopwith Triplane típusok, amelyekkel a szövetségeseknek sikerült légifölényt kivívniuk, ezért a német repülésügyi minisztérium (Luftfahrtministerium) ennek a két típusnak a másolására kérte a gyártókat. Anthony Fokker főkonstruktőre, Reinhold Platz az angol Sopwith Triplane mintájára készített egy együléses, háromfedelű gépet, amit Le Rhône 9J motor hajtott. Platz azonban nem rendelkezett elég információval a Sopwith Triplane-ről ahhoz, hogy azt másolni tudja, ezért eredeti tervet dolgozott ki. Az első négy prototípusból kettőt Manfred von Richthofen alakulata kapott meg 1917 augusztusában, és ezeket sikeresen tesztelték bevetés közben. A Fokker 320 szériagyártású repülőgép leszállítására kapott megrendelést, amelyeket 1917 október közepétől a Jagdgeschwader I-nek kellett leszállítani. Nem sokkal később azonban a tervezési hiányosságok is nyilvánvalóvá váltak, különösen a felső szárnyat illetően, és ezek a gondok halálos áldozatot is követeltek. Von Richthofen felülvizsgálatot rendelt el, ami arra a következtetésre jutott, hogy a probléma forrása rossz minőségű munkavégzés és a minőség-ellenőrzés hiánya volt a gyártás során. A hibák kijavítása után a Dr.I a legnevesebb vadászpilóták által repült vadászrepülőgéppé vált. Manfred von Richthofen is tűzpiros Dr.I-esének köszönhetően kapta „a vörös báró” becenevet, illetve 1918. április 21-én a 425/17-es számú Dr.I-gyel vesztette életét, miután már 80 légicsatában aratott győzelmet.
A Dreidecker rendkívül szűk fordulókra volt képes, és kiváló volt emelkedő repülésben. A többi mutatójában, sebességében, megbízhatóságában is erősen közepes gépnél viszont mindkét táborban voltak jobbak. Így bármilyen nagyszerű pilóták is repülték, a típus jobbára csak védekező harcokra volt alkalmas, és már 1917 végén elavultnak számított.